# قره‌جالار (بردع)
قره‌جالار (به لاتین: Karadzhalar) یک منطقه مسکونی در جمهوری آذربایجان است که در شهرستان بردع واقع شده‌است.